# Euthecta cooksoni
Euthecta cooksoni är en fjärilsart som beskrevs av Bennett 1954. Euthecta cooksoni ingår i släktet Euthecta och familjen juvelvingar. IUCN kategoriserar arten globalt som livskraftig. Inga underarter finns listade i Catalogue of Life.